# Mesochorus chilensis
Mesochorus chilensis är en stekelart som beskrevs av Dasch 1974. Mesochorus chilensis ingår i släktet Mesochorus och familjen brokparasitsteklar. Inga underarter finns listade i Catalogue of Life.